# دوازده‌ضلعی
| دوازده‌ضلعی منتظم                     | دوازده‌ضلعی منتظم                                                                                               |
| ------------------------------------ | --- |
| یک دوازده‌ضلعی منتظم                  | |
| اضلاع و رأس‌ها                        | ۱۲ |
| نماد اشلفلی                          | {۱۲} |
| مساحت (با طول ضلع {\displaystyle a}) | {\displaystyle {\begin{aligned}A&=3\left(2+{\sqrt {3}}\right)a^{2}\\&\simeq 11.19615242\,a^{2}.\end{aligned}}} |
| زاویه داخلی (درجه)                   | ۱۵۰ |

در هندسه، دوازده‌ضلعی (به انگلیسی: Dodecagon)، یک چندضلعی با دوازده ضلع است.

## دوازده‌ضلعی منتظم
یک دوازده‌ضلعی منتظم دارای ضلع‌ها و زاویه‌های داخلی برابر است. اندازهٔ زاویه‌های داخلی هر رأس آن، ۱۵۰ درجه بوده و مساحت آن با استفاده از رابطهٔ زیر محاسبه می‌شود:
{\displaystyle {\begin{aligned}A&=3\cot \left({\frac {\pi }{12}}\right)a^{2}=3\left(2+{\sqrt {3}}\right)a^{2}\ &\simeq 11.19615242\,a^{2}.\end{aligned}}}
یا اگر R شعاع دایره محیطی دوازده‌ضلعی منتظم باشد،
{\displaystyle A=6\sin \left({\frac {\pi }{6}}\right)R^{2}=3R^{2}.}
و اگر r شعاع دایره محاطی آن باشد،
{\displaystyle {\begin{aligned}A&=12\tan \left({\frac {\pi }{12}}\right)r^{2}=12\left(2-{\sqrt {3}}\right)r^{2}\ &\simeq 3.2153903\,r^{2}.\end{aligned}}}
یک فرمول ساده برای مساحت دوازده‌ضلعی منتظم به صورت {\displaystyle \scriptstyle A\,=\,3ad} است، که {\displaystyle d} فاصلهٔ بین اضلاع موازی است که برابر با قطر دایره محاطی ({\displaystyle 2r}) است. با استفاده از روابط مثلثاتی، رابطهٔ {\displaystyle \scriptstyle d\,=\,a(1\,+\,2cos{30^{\circ }}\,+\,2cos{60^{\circ }})} به‌دست می‌آید.

## روش رسم دوازده ضلعی منتظم
یک دوازده‌ضلعی منتظم با استفاده از خط‌کش و پرگار قابل ترسیم است:

روش رسم دوازده ضلعی منتظم

## کاربرد
یک دوازده ضلعی منتظم می‌تواند گوشهٔ ایجادشده توسط برخی چندضلعی‌های منتظم دیگر را پر کند:
| 3.12.12 | 4.6.12 | 3.3.4.12 | 3.4.3.12 |

۳ مثال از کاربرد دوازده‌ضلعی منتظم در کاشی‌کاری در زیر ارائه شده است:
| کاشی‌کاری نیمه‌منتظم ۳٫۱۲٫۱۲ | کاشی‌کاری نیمه‌منتظم ۴٫۶٫۱۲ | کاشی‌کاری غیرمنتظم ۳٫۳٫۴٫۱۲ و ۳٫۳٫۳٫۳٫۳٫۳ |